# Marian Collier
Marian Collier, född 1859, död 1887, var en brittisk konstnär. Hennes konstnärskap associeras med prerafaeliternas stilart.   